# Эскадренные миноносцы типа «Göteborg»
Тип «Гётеборг»  — серия шведских эсминцев 1930-х - 1940-х годов. В 1934—1941 годах для КВМС Швеции были построены шесть кораблей этого типа.
Развитие типа “Klas Horn”, заказы на постройку выданы в 1933 г. (первая пара), 1936 г. (вторая пара) и 1939 г. (третья пара). От предшественников отличались чуть большей мощностью ЭУ и незначительно возросшей длиной корпуса. 
"Goteborg" погиб 17.9.1941 в базе Хаарсфярден близ Стокгольма при взрыве стоящего рядом ЭМ "Klas Uggla". Впоследствии "Goteborg" подняли и отремонтировали, после чего он вошел в строй в сентябре 1943 г.

## Представители проекта
| Название     | Закладка | Спуск на воду | Вступление в строй | Судьба          |
| ------------ | -------- | ------------- | ------------------ | --------------- |
| "Goteborg"   | 1934     | 14.10.1935    | 10.1936            | Исключен в 1958 |
| "Stockholm"  | 1934     | 24.3.1936     | 11.1937            | Исключен в 1964 |
| "Karlskrona" | 1937     | 19.6.1939     | 9.1940             | Исключен в 1974 |
| "Malmo"      | 1937     | 22.8.1938     | 8.1939             | Исключен в 1967 |
| "Norrkoping" | 1939     | 5.8.1940      | 4.1941             | Исключен в 1965 |
| "Gavle"      | 1939     | 25.8.1940     | 6.1941             | Исключен в 1968 |